# Pekka Parikka
Pekka Johannes Parikka (Hèlsinki, 2 de maig 1939 Hèlsinki – 21 de març 1997) és un director de cinema finlandès. Durant la seva carrera, va fer enregistraments d'àudio, pel·lícules i programes de televisió, guions i va dirigir tres llargmetratges.
Parikka va participar per primera vegada en una important producció cinematogràfica quan va treballar com a assistent de direcció de la pel·lícula de 1968 Täällä Pohjantähden alla. El 1973, va tornar a treballar com a assistent de direcció en una pel·lícula dirigida per Edvin Laine a Pohjanstähti. Després d'això, Parikka va tornar al cinema poc abans del tombant de la dècada de 1980, dirigint sis produccions de televisió entre 1979 i 1987.
El 1988, Parikka va dirigir el seu primer llargmetratge, Pohjanmaa, que es basava en la novel·la homònima d'Antti Tuuri. La pel·lícula va guanyar tres premis Jussi, dels quals Parikka va rebre un per la seva direcció. També va rebre el Premi de Premsa del Festival de Rouen 1989, dotat amb 100.000 francs, i el 1r Premi (Premi ACOR) de l'Associació de Cinematògrafs Francesos, dotat amb 10.000 francs.
El 1989 es va estrenar Talvisota, dirigida per Parika, que també estava basada en la novel·la homònima d'Antti Tuuri de 1984. La pel·lícula es va estrenar el 30 de novembre, el dia que a la Guerra d'Hivern Hèlsinki va ser bombardejada per primera vegada. La pel·lícula estava pensada originalment per ser àmpliament distribuïda també als Estats Units. No va tenir èxit pel que fa a la distribució, tot i que la pel·lícula va cridar l'atenció a Europa, guanyant, entre altres coses, un premi de cinema francès (Taneli Mäkelä al millor actor al III Festival de Cinema Nòrdic de Rouen 1990). La pel·lícula va APLEGAR uns 650.000 espectadors. Talvisota va rebre sis premis Jussi a Finlàndia.
El 1995, Parikka va dirigir la pel·lícula per a televisió Maigret Suomessa (Maigret en Finlande), que va ser produïda per França, Suïssa, Bèlgica, República Txeca i Finlàndia. La tercera i última pel·lícula de Parika va ser Tie naisen sydämeen del 1996.
El 1997, va aconseguir fer una adaptació cinematogràfica de la novel·la de Laila Hirvisaari Hylätyt talot, autiot pihat, que va ser dirigida per  com a pel·lícula l'any 2000 per Lauri Törhönen.

## Referncies
1. 1 2 3 4  «Pekka Parikka». Elonet, 18-04-2009.
2. ↑  «Täällä Pohjantähden alla». Elonet, 18-04-2009.
3. ↑  «Pohjantähti». Elonet, 18-04-2009.
4. ↑  «Pohjanmaa». Elonet, 18-04-2009.
5. 1 2 3  «Talvisota». Elonet, 18-04-2009.
6. ↑  «Katsotuimmat kotimaiset», 18-04-2009.
7. ↑  «Maigret en Finlande». Elonet, 18-04-2009.